# Adanarsa
Adanarsa é um gênero de mariposa pertencente à família Crambidae.